# Odochilus setosus
Odochilus setosus är en skalbaggsart som beskrevs av Antoine Boucomont 1914. Odochilus setosus ingår i släktet Odochilus och familjen Aphodiidae. Inga underarter finns listade i Catalogue of Life.